# 波特蘭型海圖
波特蘭海圖（英語：portolan chart）是亞平寧半島的航海家寫實地描繪港口和海岸線的航海圖，以利使用羅盤領航，現存法國國家圖書館的「比薩航海圖」，約莫繪製於1290年，是最早的羅盤航海圖。自13世紀開始，由義大利、西班牙、葡萄牙開始製作這種航海圖。在地理大發現時代的西班牙或葡萄牙作為本國的機密，描繪了一系列大西洋與印度洋海岸線的這種海圖。這些資料對於航海事業較晚起步的英格蘭和荷蘭而言是具有無上價值的珍寶。portlan一字源自義大利語的形容詞portolano，意思是「和港口或海灣相關」。

## 內容與主題
在最初，中世紀歐洲人將航行地中海或黑海的經驗編寫成粗略的航海圖，之後也完成了大西洋或印度洋的海岸線地圖。在地理大發現時代初期以義大利半島、非洲、巴西、印度為主，之後再越過麻六甲海峽，將日本也描繪入海圖之中。這些積累下來的知識對於較慢發展航海事業的英格蘭與荷蘭兩國起了重要的作用。波特蘭海圖多半以羊皮紙繪製，圖中描繪了海岸線和港口的特徵。當時的船隻比現在要來的小，遭遇暴風雨時必須駛入港口或峽灣內避難，另外也因為常常必須拖上沙灘進行維修的緣故，所以有關海岸線的情報是非常重要的。因此對於在海上航行的人來說除了港口，峽灣和沙灘等處都是非常重要的。
大部分的波特蘭海圖會畫上放射狀的直線，這是以交會的中心點來表示劃分出的32個方位。看起來與日後海圖或地圖上的羅盤圖十分相似。
波特蘭海圖是將航海日誌的正確記述與概念性的TO地圖的裝飾性插畫組合後的產物。由於寫實描繪了海岸線的樣貌，被當時的航海家拿來實際使用於航海上。
波特蘭海圖沒有考慮到地表是個球面。因此在橫渡沒有島嶼海岸的廣大洋面時派不上用場。反之，由於良好地紀錄了海岸線的特徵，特別是在地中海、黑海、紅海等較狹小的水域航行時非常方便。

## 歷史
現存最古老的波特蘭海圖是1296年間的《比萨海图》 。此外，地圖師 Angelino Dulcert在1339年也製作過波特蘭海圖。
對於波特蘭海圖起源的通常假設，是中世紀歐洲製圖者收集當時船員的航行紀錄描繪。然而，2014年荷蘭烏特勒支大學的一名大地測量學博士Roel Nicolai，在其博士論文中推翻了這個假設。他發現在最古老的波特蘭海圖《比萨海图》中，地中海和黑海的海岸線過於準確，是中世紀歐洲的技術遠遠不可能做到的，實際上要到19世紀歐洲，製圖技術才再達到這種準確度。他證明這張海圖還運用了類似麥卡托投影法的方法，比起麥卡托投影法的發明早了接近三個世紀。他推論波特蘭海圖是製圖者抄自更早期來源不明的地圖，而這些製圖者很可能沒有發覺所製的海圖的準確度有多高。

## 外部連結
- Portolan Charts （页面存档备份，存于） mini-site, University of Minnesota

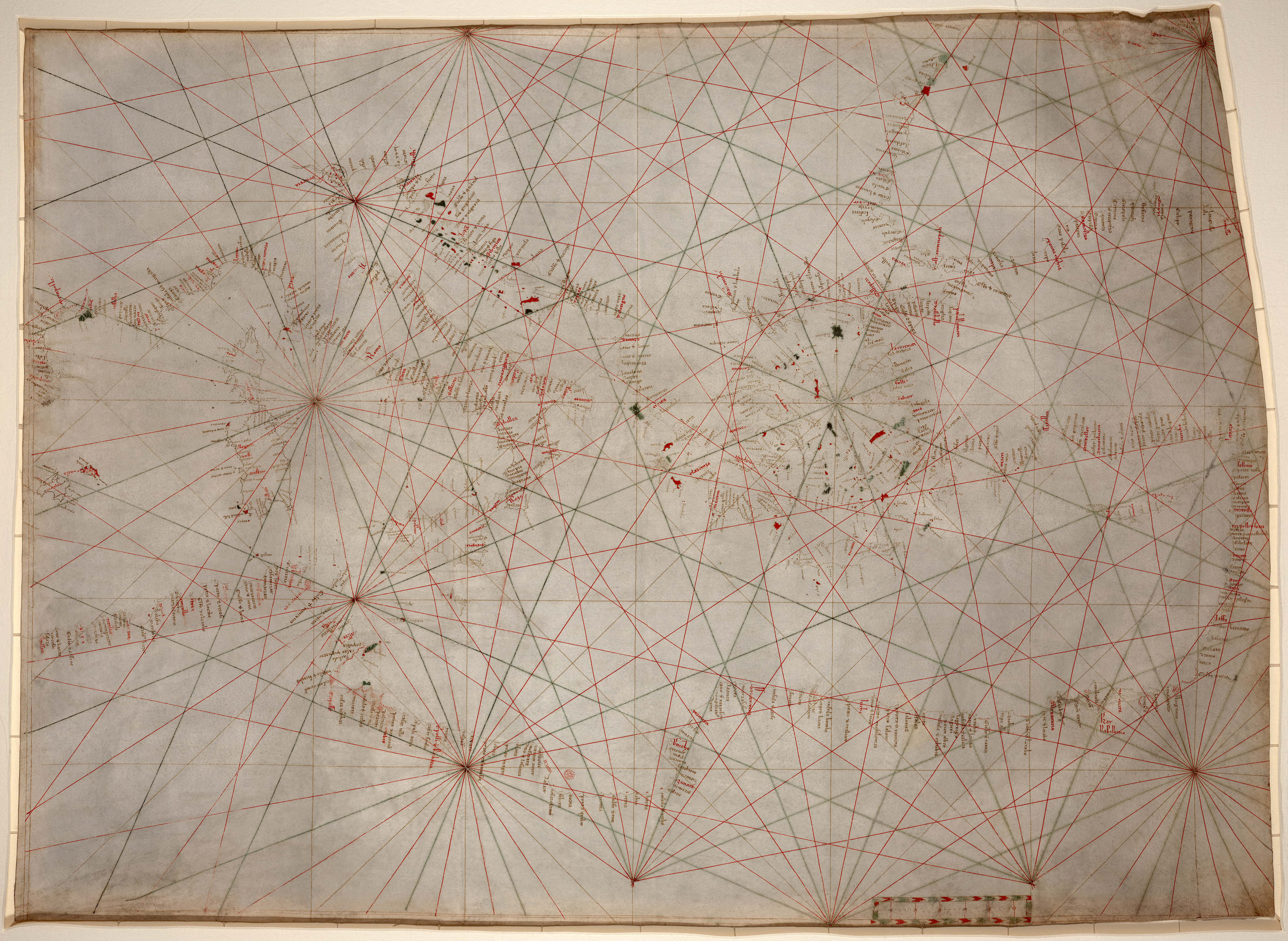
現存於美國國會圖書館的波特蘭海圖。圖片為地中海的海圖。約莫是14世紀前中期的文物。

- Portolan Charts （页面存档备份，存于） Samples of portolan charts illustrating the harbors and trade routes of the Mediterranean, 14th–16th centuries, from the Beinecke Rare Book and Manuscript Library at Yale University （页面存档备份，存于）
- La cartografía mallorquina （西班牙文）
- Portolan Charts butronmaker

1. ↑  Frank Jacobs. . Big Think.   [2015-09-24]. （原始内容存档于2021-01-24）.
2. ↑  . Utrecht University. 2014-03-03  [2015-09-24]. （原始内容存档于2016-08-29）.